# Stephen Toulmin
Stephen Edelston Toulmin (ur. 25 marca 1922, zm. 4 grudnia 2009) – brytyjski i amerykański filozof. Studiował w Cambridge. W 1949 obronił pracę doktorską An Examination of the Place of Reason in Ethics. Przez pięć kolejnych lat wykładał na Oxfordzie. W tym czasie miał kontakt z H.L.A. Hartem. Od 1965 do śmierci mieszkał w USA. W 1979 opublikował podręcznik dla studentów: An Introduction to Reasoning. Zmarł z powodu niewydolności serca.
Stworzył własną teorię argumentacji.